# Kieferts Wurstpavillon
Kieferts Wurstpavillon ist ein Gebäude in Bremen, das von 1931 bis zur Zerstörung im Zweiten Weltkrieg und als Rekonstruktion von 1949 bis 1998 auf dem Bahnhofsplatz des Bremer Hauptbahnhofs stand. Der Pavillon diente als Imbissstand und Kiosk. Seit 2016 ist er im Besitz des Bremer Focke-Museums, auf dessen Freigelände er seinen endgültigen Standort erhalten soll.

## Geschichte
Anfang der 1930er Jahre kam der Unternehmer Otto Kiefert auf die Idee, den Reisenden am Bremer Hauptbahnhof eine „Rund-um-die-Uhr-Versorgung“ anzubieten. In seinem Auftrag plante der Bremer Architekt Eberhard Gildemeister einen Verkaufspavillon, der gegenüber dem Haupteingang des Bahnhofs errichtet wurde. Der Pavillon ist 6,80 Meter lang, die gerundeten Schmalseiten haben eine Breite von 4,71 Meter. Er ist 2,55 Meter hoch, rundum verglast und hat ein weit auskragendes flaches Flugdach.
Otto Kiefert, der seinen Gaststättenbetrieb gerade gegründet hatte, eröffnete den Verkaufsstand am 1. April 1931. Er betrieb dort eine Trinkhalle mit Zubehörverkauf und bot zudem Obst und Blumen an.
Während des Zweiten Weltkriegs wurde das Gebäude zerstört. Die Architektin Lore Krajewski, Schülerin und Kollegin Eberhard Gildemeisters, rekonstruierte den Pavillon im Jahr 1949 im Auftrag von Martin Kiefert (1921–2017), dem Sohn des Unternehmensgründers. Krajewski ersetzte die ehemaligen Holzteile durch Leichtmetall. Der rekonstruierte Pavillon wurde fortan als Imbissstand betrieben und bot vor allem Wurst mit Senf, Kartoffelsalat, belegte Brötchen, Suppen und Getränke an. Im Laufe der Jahrzehnte wurde der Wurstpavillon mit dem rot-weißen Volant unterhalb der umlaufenden Flugdachblende und dem Schriftzug mit dem Namen Kieferts am Dach zu einer Bremensie.
Ende der 1990er-Jahre wurde der Bahnhofsplatz umgestaltet. Der Pavillon stand der geplanten Umsteigestation für Regionalbusse im Weg. Er wurde 1998 abgebaut und in der Neustadt auf einem Grundstück in kommunalem Besitz  aufgestellt. Als dieses Grundstück verkauft wurde, schenkte Joachim Kiefert – der Enkel des Unternehmensgründers – von der Martin Kiefert Gaststättenbetriebe Gmb & Co KG den Gildemeister-Pavillon 2010 „wie er steht und liegt, ohne jede Gewähr“ der Bremer Straßenbahn AG (BSAG). Den Schenkungsvertrag unterschrieb er am 22. November 2010 auf einer Wurstpappe. Die BSAG brachte den Pavillon auf ihrem Betriebshof in der Neustadt unter, wo er unterhalb der über das Betriebsgelände hinwegführenden Hochstraße im Verlauf der BAB 281 regengeschützt abgestellt und gelagert wurde.
Durch Berichte in den Medien wurde das Focke-Museum auf den Pavillon aufmerksam und zeigte Interesse, ihn zu übernehmen. Im August 2016 gab die BSAG den Pavillon als Schenkung an das Focke-Museum, das Bremer Landesmuseum für Kunst und Kulturgeschichte, weiter. Das Museum schloss einen Leihvertrag über sieben Jahre mit dem Bremer Investor und Bauunternehmer Thomas Stefes ab, der für den Gebäudekomplex der ehemaligen Bremer Bank am Domshof die „Markthalle Acht“ entwickelte. Stefes verpflichtete sich zur Sanierung. Nach Ablauf der Leihfrist soll der Pavillon auf dem Gelände der Focke-Museums aufgestellt werden.
Mitte August 2016 wurde der Pavillon vom BSAG-Gelände zum Betriebshof eines Kranunternehmens transportiert, wo der rund 15 Tonnen schwere Pavillon saniert wurde. Um das Gewicht der Pavillonkonstruktion zu reduzieren, wurde eine 30 Zentimeter starke Betonsohle entfernt. Außerdem wurde die umlaufende Werbetafel auf dem Dach mit dem früheren Firmennamen demontiert. Der instandgesetzte Pavillon wurde Mitte November 2016 in die Markthalle versetzt.
Ende November 2016 wurde die Markthalle Acht eröffnet, der „Kult-Imbiss“ diente zunächst nur als Ausstellungsstück. Ab August 2017 wurde der Pavillon im Lichthof der Markthalle als Aperitivo-Bar nach italienischem Vorbild genutzt. Im April 2022 wurde der Pavillon von der Markthalle, in der der Platz anderweitig benötigt wurde, in die Halle der ehemaligen Atlas-Werke in der Überseestadt transportiert. In der Halle wird eine „Event-Location“ betrieben.

## Gutachten des Landesamtes für Denkmalpflege
Als rechtlich fliegender Bau steht der Pavillon nicht unter Denkmalschutz, denn für diese Art von Bauwerken ist das Landesamt für Denkmalpflege Bremen nicht zuständig. Als der Pavillon der Neugestaltung des Bahnhofsplatzes weichen musste, beschäftigte sich die Landesdenkmalpflege 1998 gleichwohl in einem Gutachten mit dem Bauwerk und riet unbedingt zur Erhaltung. Der Pavillon sei „mit seiner Rund-um-die-Uhr-Versorgung“ ein „lokales Zeugnis der Entwicklung des modernen Bahnreisewesens“. Die Architektur vermittele den „Eindruck von Leichtigkeit und konstruktiver Klarheit“. Das Gutachten hob die „großzügige Verglasung, die gerundeten Schmalseiten des Baus, die Betonung der Horizontalen“ und das „filigrane, weit vorspringende, flache Flugdach“ hervor. Es würdigte nicht nur die architektonische Bedeutung: „Dass der Pavillon ein erhaltenswertes Soziotop darstellt, wovon man sich bei einer Bratwurst leicht überzeugen kann, sei nur nebenbei bemerkt.“

## Ausgleichsmaßnahme
2005 errichtete die Firma Kiefert einen neuen Wurstpavillon auf einem kleinen Platz an der Bahnhofstraße/Ecke Philosophenweg im Bremer Ortsteil Bahnhofsvorstadt. Die Stadt Bremen erteilte die Genehmigung aufgrund einer von ihr gegebenen Zusage bei der Umgestaltung des Bahnhofsvorplatzes und dem Abbau des Gildemeister-Pavillons sowie als „Ausgleich für rückläufige Umsätze an zwei weiteren Standorten“ von Kiefert in Bremen infolge von städtebaulichen Maßnahmen.
Der neue Wurstpavillon an der Bahnhofstraße wurde in Anlehnung an den von Lore Krajewski rekonstruierten Gildemeister-Pavillon gestaltet. Er erhielt unter anderem einen ellipsenförmigen Grundriss, ein Flugdach und eine umlaufende Dachblende mit Werbebeschriftung. Ende 2005 wurde er in Betrieb genommen.

## Hörfunk
- Kieferts Wurstpavillon – Ein Stück Bremer Stadtgeschichte. In: Bremen Eins, Sendereihe Land und Leute, gesendet am 5. Juli 2016
- Franziska Rattei: Kieferts Wurstpavillon. In: Nordwestradio, Sendereihe Schauplatz Nordwest, gesendet am 5. Juli 2016 (3:44 Minuten; vgl. Programmhinweis auf radiobremen.de, mit Audiozugang zu der Hörfunk-Kurzreportage)